# St. Matthäus (Rottenbach)

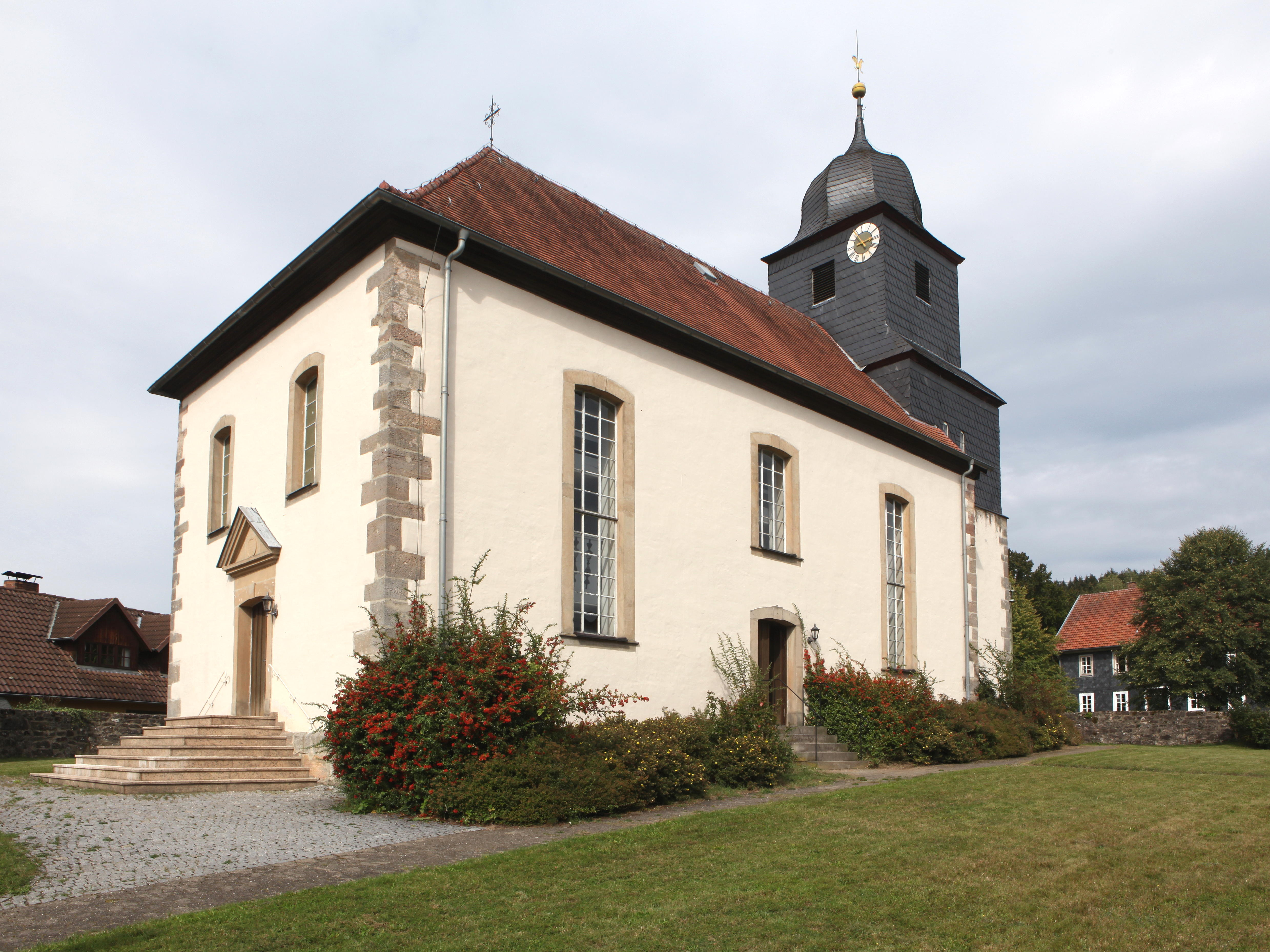
St. Matthäus in Rottenbach

Die evangelisch-lutherische Kirche St. Matthäus im oberfränkischen Rottenbach, einem Gemeindeteil von Lautertal im Landkreis Coburg, stammt in ihrer heutigen Gestalt aus dem Jahr 1787.

## Geschichte
Eine Kirche in Rottenbach wurde erstmals 1387 urkundlich erwähnt, als Greif von Heßberg dem Gotteshaus zu Rottenbach und dem Pfarrer zu Oettingshausen seinen Rottenbacher Waldbesitz verkaufte. Das Gotteshaus in Rottenbach war eine dem heiligen Antonius Eremita geweihte Wallfahrtskapelle. Wohl eine unzureichende Betreuung durch die Oettingshauser Pfarrei und gute Einnahmen durch die Wallfahrten führten Anfang des 14. Jahrhunderts zur kirchlichen Trennung von Oettingshausen. Dazu war eine Ablöse von 100 Goldgulden zu zahlen. Die erste Rate von 50 Gulden für die Selbstständigkeit war 1511 fällig. Die Reformation wurde 1517 eingeführt und hatte das Ende der Wallfahrten zur Folge. Zur Verbesserung der Pfarreieinnahmen wurden 1528 die Nachbardörfer Heid und Görsdorf sowie Herbartswind eingepfarrt, 1535 folgte Tremersdorf.
Der älteste Teil ist der Kirche ist der gotische Chorraum unter dem Kirchturm, aus dem 12. Jahrhundert. Die Wehrmauer wurde wohl im 16. Jahrhundert errichtet, wobei die Anlage einer Wehrkirche vermutlich schon im Mittelalter bestand. 1613 erhielt der Kirchturm seine heutige Form. Das Langhaus in der gegenwärtigen Form entstand als vergrößertes Kirchenschiff in den Jahren 1786 und 1787. Dabei wurden der Altarraum aus dem Turm in das Langhaus versetzt und der ehemalige Chorraum zur Sakristei. Der Kirchturm wurde im oberen Bereich verschiefert. 1890 erfolgte eine farbliche Neufassung des Kircheninnern, 1923 eine Instandsetzung des Kirchturms.
Nach 1945 wurden die drei thüringischen Dörfer Heid, Görsdorf und Herbartswind ausgepfarrt und 1971 wurde die Rottenbacher Pfarrei Unterlauter zugeordnet.

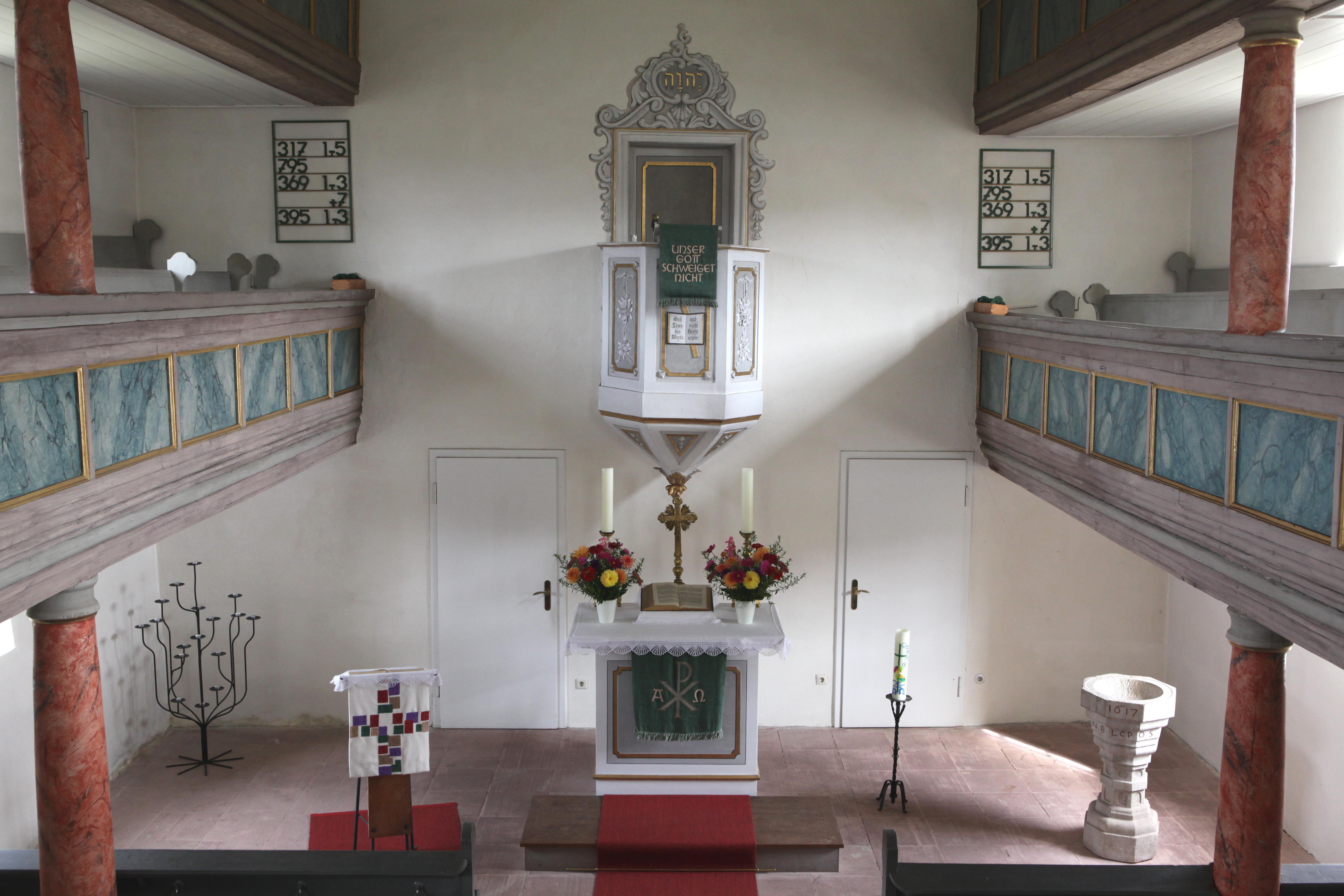
Innenraum

## Baubeschreibung
Die Kirche steht in einer ursprünglich etwa vier Meter hohen Ummauerung. Der untere Teil des Kirchturms hat ein Quadermauerwerk aus Sandstein. Als oberer Raumabschluss über dem 3,8 Meter langen und 4,8 Meter breiten, gotischen Chor war ein Kreuzgewölbe vorhanden. Beim Umbau im 16. Jahrhundert wurden Holzdecken eingebaut. Der obere Teil ist eine verschieferte Fachwerkkonstruktion mit rechteckigen Fenstern, abgeschlossen durch eine achteckige Schweifkuppel. Das rechteckige, 15,4 Meter lange und 7,7 Meter breite Kirchenschiff, vom Markgrafenstil beeinflusst, hat im Westen und Süden Zugänge. Das südliche Eingangsportal ziert ein Aufsatz mit Gebälk, Dreieckgiebel und Inschrift. Die Längsseiten gliedern jeweils drei regelmäßig angeordnete flachbogige Fenster.
Den Innenraum prägt eine dreiseitige Empore, zweigeschossig an den Längsseiten, eingeschossig mit der Orgel an der Westseite, die von Holzsäulen getragen wird. Eine verputzte Flachdecke, in der Mitte ein Wappenschild mit dem Monogramm EF und dem Rautenkranzwappen in Rokokoumrahmung aus Stuck überspannt den Raum.
Der Altar steht vor dem vermauerten Triumphbogen mit der vorgehängten Kanzel. Der Taufstein ist von 1617, eine Kirchenbank hinter dem Altar an der Südwand aus dem Jahr 1680.

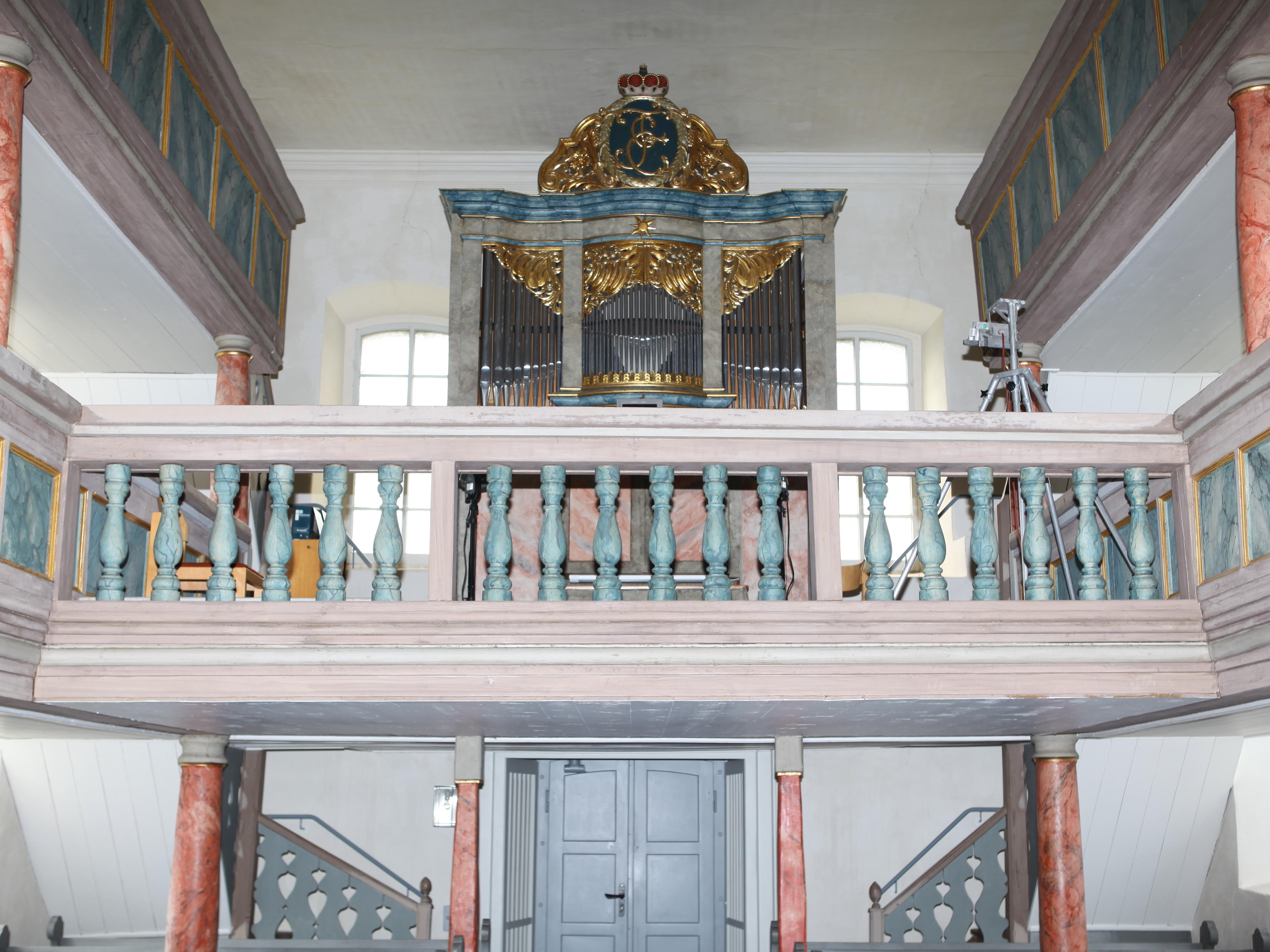
Orgel

## Orgel
1757 errichtete der Coburger Orgelbauer Heinrich Daum eine neue Orgel mit Manual, Pedal und zehn Registern für 140 Reichstaler, von der noch das Gehäuse erhalten ist. Beim Umbau der Kirche 1786 erneuerte Johann Andreas Hofmann aus Neustadt das Orgelwerk. Seine Nachkommen führten 1840 und 1855 Reparaturen aus. 1913 errichtete der Orgelbauer Steinmeyer aus Oettingen eine neue Orgel mit zwei Manualen, Pedal und elf Registern. Der vorhandene Barockprospekt wurde weiter verwendet. Er ist dreiteilig und hat ein waagrecht durchgehendes Obergesims auf leicht geschwungenem Grundriss. Zwischen den Pfeifenfüßen sind Blattornamente angeordnet. Den Prospektaufsatz mit Herzoghut und den Initialen des Herzogs Ernst Friedrich in einem Lorbeerkranz ist eingefasst durch Schnitzwerk der Zeit um 1768.